# Kottes
Kottes ist eine Ortschaft und eine Katastralgemeinde der Gemeinde Kottes-Purk im Bezirk Zwettl in Niederösterreich.

## Geschichte
Im 11. Jahrhundert, als der dichte Nordwald gerodet und Land urbar gemacht wurde, begann auch die Geschichte von Kottes. Das Stift Göttweig erhielt von den Babenbergern anlässlich der Klostergründung die „Grie“, wie das Gebiet früher bezeichnet wurde. In den Jahren 1096 und 1108 wurde der Ort als Chotan oder Chotanas erstmals in Urkunden niedergeschrieben.
Um 1120 wurde in Kottes bereits eine Pfarre mit Kirche verzeichnet, deren Pfarrsprengel von der Mündung der Kleinen  in die Große Krems bis Kirchschlag reichte und vom Jauerling bis Armschlag. Die Pfarre ist bis heute dem Stift Göttweig inkorporiert und die ursprünglich romanische Kirche mit dem Patrozinium Maria Himmelfahrt, die dominant über dem Ort liegt, wurde ab dem 14. Jahrhundert mehrmals umgebaut und erweitert.
Der um 1540 errichtete Kornmetzen am Marktplatz verweist auf die Bedeutung des Handels; im Jahre 1534 wurde das bestehende Marktrecht von Kottes bestätigt, besonders der Viehmarkt war bis ins 20. Jahrhundert gut frequentiert. Die Bauernaufstände von 1596/97 gingen an Kottes vorüber, obwohl die nahen Orte Ottenschlag und Grafenschlag wichtige Sammelzentrum der Bauern waren. Während des Dreißigjährigen Krieges wurde der Ort in Mitleidenschaft gezogen und auch die Cholera, die Pest und Viehseuchen setzten der Gegend zu, weshalb in Kottes ein Gemeindehospital eingerichtet war, das später als Armenhaus geführt wurde. Mit der Pfarrreform Kaiser Josephs II. wurde Purk aus der Pfarre Kottes ausgegliedert und zur eigenständigen Pfarre.
Im Eintrag der Josephinischen Fassion aus Jahre 1786/87 gab es im heutigen Ort 47 Häuser.
Im Jahr 1822 wurde der Ort als Dorf mit 49 Häusern genannt, der eine eigene Pfarrkirche und Schule besaß. Die Herrschaft Prandhof besaß die Ortsobrigkeit, übte die Landgerichtsbarkeit aus, besorgte die Konskription und hatte die Grundherrschaft inne.
Nach der Entstehung der Ortsgemeinden 1849 wurde eine eigenständige Ortsgemeinde, zu dieser zählte auch die Katastralgemeinde Bernhards.
Laut Adressbuch von Österreich waren im Jahr 1938 in Kottes ein Arzt, ein Tierarzt, zwei Bäcker, ein Färber, zwei Fleischer, ein Friseur, fünf Gastwirte, vier Gemischtwarenläden, vier Mühlen, drei Sägewerke, ein Sattler, ein Schmied, mehrere Schuhmacher und Schneider, zwei Tischler, ein Uhrmacher, 2 Viehhändler, drei Wagner, ein Zahnarzt, ein Zimmerer sowie mehrere Landwirte mit Direktverkauf ansässig.
Im Zuge der Niederösterreichischen Kommunalstrukturverbesserung wurde der Ort durch die Vereinigung mit den Gemeinden Elsenreith, Kalkgrub, Purk (Gemeinde Kottes-Purk), Reichpolds und Voitsau am 1. Januar 1967 ein Teil der Gemeinde Kottes-Purk.

## Siedlungsentwicklung
Zum Jahreswechsel 1979/1980 befanden sich in der Katastralgemeinde Kottes insgesamt 84 Bauflächen mit 33.223 m² und 76 Gärten auf 31.403 m², 1989/1990 gab es 106 Bauflächen. 1999/2000 war die Zahl der Bauflächen auf 328 angewachsen und 2009/2010 bestanden 161 Gebäude auf 336 Bauflächen.

## Öffentliche Einrichtungen
In Kottes befindet sich eine Volksschule.

## Bodennutzung
Die Katastralgemeinde ist landwirtschaftlich geprägt. 193 Hektar wurden zum Jahreswechsel 1979/1980 landwirtschaftlich genutzt und 9 Hektar waren forstwirtschaftlich geführte Waldflächen. 1999/2000 wurde auf 170 Hektar Landwirtschaft betrieben und 22 Hektar waren als forstwirtschaftlich genutzte Flächen ausgewiesen. Ende 2018 waren 150 Hektar als landwirtschaftliche Flächen genutzt und Forstwirtschaft wurde auf 23 Hektar betrieben. Die durchschnittliche Bodenklimazahl von Kottes beträgt 25,4 (Stand 2010).

## Sehenswürdigkeiten
- Pfarrkirche Kottes